# Laura Táunâjik Uitsatikitseq
Laura Táunâjik Uitsatikitseq [ˈlau̯ʁa ˈtaːˌnːaːi(k) uit͡sːaɾiˈɣit͡sːɜ(q)] (geb. Táunâjik; * 29. April 1979 in Kuummiit) ist eine grönländische Politikerin (Siumut) und Lehrerin.

## Leben
Laura Táunâjik besuchte das GUX in Nuuk. Anschließend ließ sie sich von 2004 bis 2008 am Ilinniarfissuaq zur Lehrerin ausbilden. Sie wurde erst ein Jahr an der Tasersuup Atuarfia in Qaqortoq angestellt und arbeitete danach ein Jahr an der Tasiilami Alivarpik. Von 2010 bis 2014 kehrte sie nach Qaqortoq zurück und war danach wieder in Tasiilaq tätig.
Sie kandidierte erstmals 2013 bei der Kommunalwahl, wo sie jedoch mit lediglich 39 Stimmen keinen Sitz für die Kommune Kujalleq erlangen konnte. Bei der Parlamentswahl 2014 erhielt sie 186 Stimmen und zog damit ins Inatsisartut ein. Bei der Kommunalwahl 2017 konnte sie zudem mit 221 Stimmen einen Platz im Rat der Kommuneqarfik Sermersooq erzielen. Zur Parlamentswahl 2018 trat sie erneut an und erreichte mit 176 Stimmen den neunten der neun Sitze für die Siumut. Ab dem 9. September 2019 ließ sie sich im Kommunalrat und im Parlament mutterschaftsbeurlauben. Im September 2020 trat sie wegen ihrer Familie aus dem Parlament zurück. Dennoch kandidierte sie ein halbes Jahr später bei der Kommunalwahl 2021 und wurde wieder in den Rat der Kommuneqarfik Sermersooq gewählt, blieb aber weiter beurlaubt. Bei der Kommunalwahl 2025 kandidierte sie erneut und wurde wieder gewählt.
2014 schrieb sie das Buch Paninnguannut asaqisannut: Lailamut („Für meine so geliebte kleine Tochter: Für Laila“) über ihre Erfahrungen mit einem schwerbehinderten Kind.